# Bief de Machot

Le  bief de Machot  est une section du canal d'Orléans comprise entre l’écluse du May en amont et l’écluse de Machot en aval. Il fait partie de la première section du canal construite par Robert Mahieu entre 1676 et 1678 entre Vieilles-Maisons-sur-Joudry et Buges.
D’une longueur de 2 810 m, le bief est entièrement situé sur la commune de Saint-Maurice-sur-Fessard.

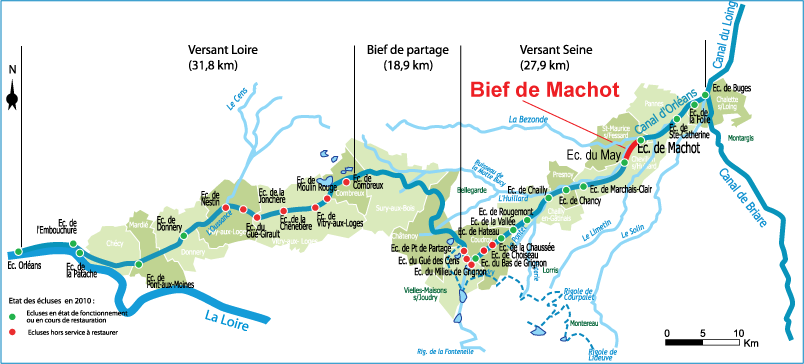
Situation du bief de Machot sur le canal d’Orléans.

## Historique
Un premier tronçon du canal est creusé par Robert Mahieu entre Vieilles-Maisons-sur-Joudry et Buges entre 1676 et 1678 et ouvert au transport du bois et du charbon. La construction du bief et de l’écluse de Machot est réalisée dans cette première phase. La construction du canal jusqu’à la Loire est ensuite entreprise de 1681 à 1687 et est inaugurée en 1692.
De 1692 à 1793 le canal est en plein essor. De 1 500 à 2 000 bateaux remontent par an la Loire depuis Nantes pour gagner Paris. En 1793 le canal devient bien national. De 1807 à 1860, le canal est géré par une société privée, la Compagnie des canaux d’Orléans et du Loing, puis en 1863 sa gestion est confiée aux Ponts et Chaussées pour 91 ans
De 1908 à 1921, alors que le trafic de marchandises par voie fluviale est en pleine régression, des travaux prolongation du canal entre Combleux et Orléans sont entrepris. Avec l’extinction complète du trafic, le canal est déclassé en 1954 des voies navigables et entre dans le domaine privé de l’État.
En 1978 est créé le Syndicat mixte de gestion du canal d'Orléans, qui a pour objet la gestion, la promotion et l’animation de l’ensemble du domaine du canal. En 1984, le département du Loiret prend la gestion du domaine pour 50 ans, laissant au Syndicat la gestion courante du domaine, qui reste toujours propriété de l’État.

## Bief de Machot

### Descriptif
Le bief de Machot s’étend sur une longueur de 2 810 m entre l’écluse du May en amont et l’écluse de Machot en aval. Il est entièrement situé sur la commune de Saint-Maurice-sur-Fessard.
Le bief dispose d’une aire de retournement permettant d'envisager un retournement aisé pour la plupart des bateaux de plaisance. Cet aménagement se distingue par un élargissement conséquent du canal, au minimum de 4 m, sur une longueur maximale de 12 m. Elle est située en aval de l’écluse du May.

### Travaux de réhabilitation du canal

#### Curage
Les exigences liées à la remise en navigation du canal imposent le gabarit suivant sur le canal : une hauteur d’eau minimale de 1,40 m, correspondant à un tirant d’eau de 1,20 m et 0,20 m de pied de pilote  et une largeur de canal en plafond de 8 m au moins. Ceci conduira à réaliser des travaux de curage des fonds des biefs pour libérer le tirant d’eau nécessaire aux bateaux. Sur le bief de Machot, un volume total de l’ordre de 4 644 m3 de vases est à curer, soit, pour une longueur de bief curable de 2 777 m, un volume moyen de l’ordre de 1,7 m3/ml.

#### Protections de berges
Dans le cadre du projet de restauration du canal, des travaux de curage des fonds du bief et de protection des berges sont nécessaires*
250 m de berges naturelles sont à protéger dans le cadre du projet de réhabilitation du canal, pour un coût estimé en 2009 à 25 100 euros HT.

## Écluse de Machot
Longueur sas : 31,2 m
Largeur sas : 5.1 m
Cote bief amont : 87.99
Cote bief aval : 85.19
Cote bajoyer : 88.94
L’écluse de Machot présente une longueur de sas de 32,4 m, pour une largeur de 5,1 m. Les cotes NGF des différents éléments caractéristiques de l’écluse sont les suivantes : bief amont : 87,99, bief aval : 85,19, niveau supérieur du bajoyer : 88,94. La hauteur de chute est donc de 2,80 m
L’écluse de Machot est fonctionnelle, ayant été remise en état en 1999. Elle ne nécessite donc pas de travaux lourds dans le cadre du projet de remise en navigation du canal d’Orléans. Une réparation des bajoyers devra toutefois être envisagée pour pallier certaines fuites

## Pour approfondir